# Platysoma striatisternum
Platysoma striatisternum är en skalbaggsart som beskrevs av Lewis 1892. Platysoma striatisternum ingår i släktet Platysoma och familjen stumpbaggar. Inga underarter finns listade i Catalogue of Life.